# クォン・ナラ
クォン・ナラ（本名：クォン・アユン、朝: 권아윤、1991年3月13日 - ）は、大韓民国の女優、モデル、元歌手、アイドルであり、女性アイドルグループ『HELLOVENUS』の元メンバー。C-JeS エンタテイメント所属。

## 出演

### 映画
- 少女の世界（朝鮮語版）（2018年）- イ・ハナム役

### ドラマ
- お願い、キャプテン（2012年、SBS）
- 抱きしめたい〜ロマンスが必要〜（2014年、tvN）
- ずる賢いバツイチの恋（朝鮮語版）（2014年、MBC）
- タンタラ～キミを感じてる（朝鮮語版）（2016年、SBS）
- あやしいパートナー〜Destiny Lovers〜（2017年、SBS）- チャ・ユジョン役[3]
- マイ・ディア・ミスター〜私のおじさん〜（2018年、tvN）- チェ・ユラ役
- 親愛なる判事様（朝鮮語版）（2018年、SBS）- チュ・ウン役[4]
- ドクター・プリズナー（2019年、KBS2）- ハン・ソグム役[5]
- 梨泰院クラス（2020年、JTBC）- オ・スア役[6]
- 暗行御史：朝鮮秘密捜査団（2020年-2021年、KBS2）- ホン・ダイン役[7]
- 不可殺（朝鮮語版）（2021年-2022年、tvN） - ミン・サンウン／ミン・サンヨン役

### バラエティ
- ハッピートゥゲザー4（2019年、KBS2）[8]

## 受賞とノミネート

### 受賞
- 2019年「第12回ソウルドラマアワード 新人女優賞」[6]
- 2019年「KBS演技大賞 新人女優賞」

### ノミネート
- 2017年「SBS演技大賞 新人女優賞」
- 2018年「SBS演技大賞 新人女優賞」
- 2018年「Soompiアワード 最優秀女優賞」
- 2019年「第55回百想芸術大賞 TV部門新人女優賞」
- 2019年「KBS演技大賞 優秀女優賞」
- 2019年「KBS演技大賞 ネチズン賞」
- 2020年「第56回百想芸術大賞 TV部門女優賞」